# Johorejo
Johorejo is een bestuurslaag in het regentschap Kendal van de provincie Midden-Java, Indonesië. Johorejo telt 1963 inwoners (volkstelling 2010).